# Charles de Rochefort

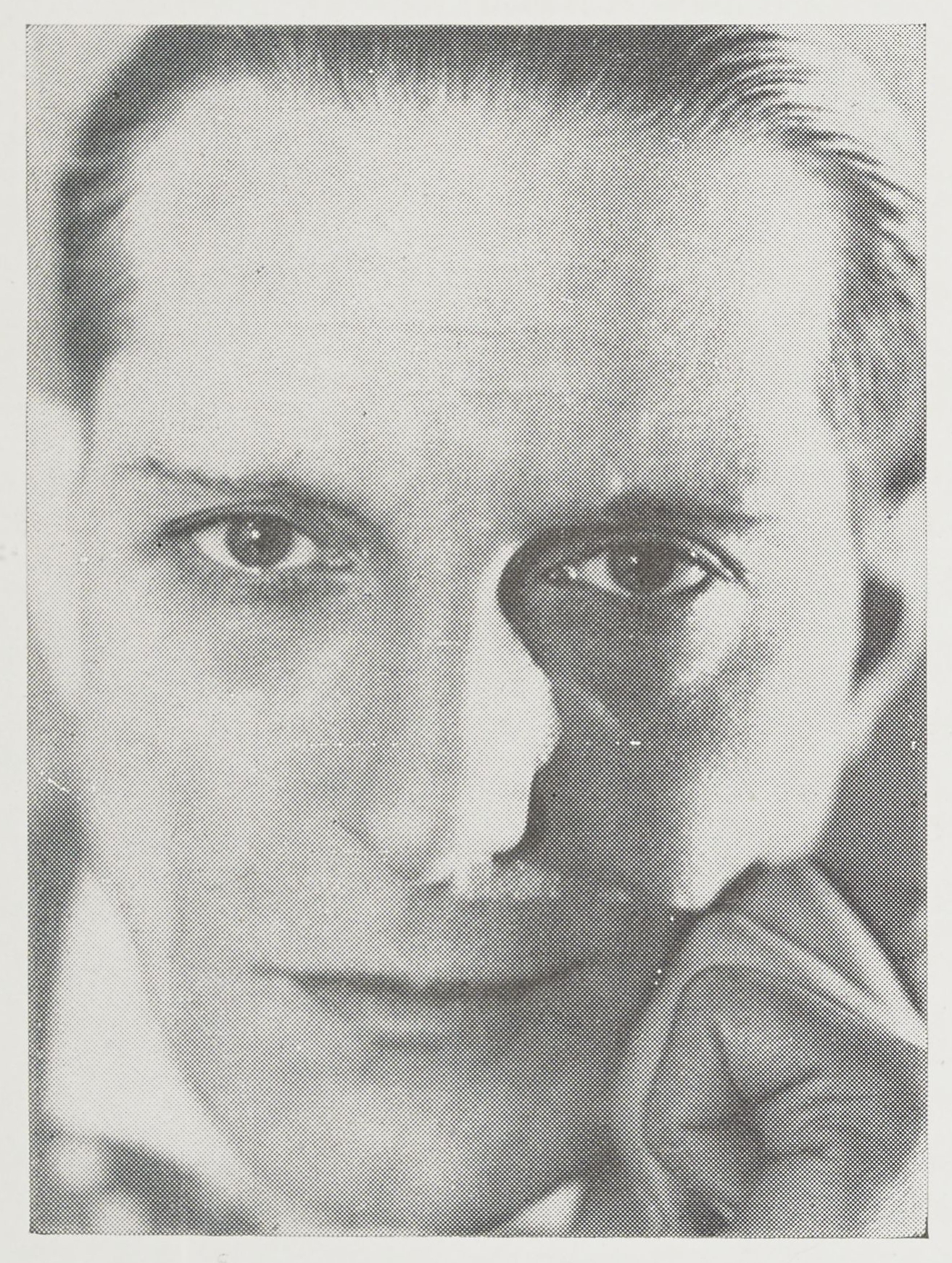
Charles de Rochefort (1938)

Charles de Rochefort (* 7. Juli 1887 in Port-Vendres, Département Pyrénées-Orientales, Frankreich; † 31. Januar 1952 in Paris) war ein französischer Schauspieler.

## Leben
Er spielte zwischen 1911 und 1932 in mehr als 30 Filmen. Er war auch Produzent von sieben Filmen zwischen 1930 und 1931 inklusive der französischsprachigen Version von Paramount on Parade (1930), und Magie moderne (1931), ein französischer Film über das Fernsehen herausgekommen als Televisione in Italien und fünf weiteren Versionen in fünf weiteren Sprachen.
1943 schrieb er das Buch Le Film De Mes Souvenirs.

## Filmografie (Auswahl)
- 1912: The Mask of Horror
- 1920: Fille du peuple
- 1922: The Spanish Jade
- 1923: Die Zehn Gebote (The Ten Commandments)
- 1925: Madame Sans-Gêne
- 1930: Paramount en parade (französischsprachige Version von Paramount on Parade)

## Nachweise
1. ↑  Fabricio Cardenas, Vieux papiers des Pyrénées-Orientales, Extrait de naissance de Charles de Rochefort
2. ↑  Les Gens du Cinéma

| Personendaten    | Personendaten              |
| ---------------- | -------------------------- |
| NAME             | Rochefort, Charles de      |
| KURZBESCHREIBUNG | französischer Schauspieler |
| GEBURTSDATUM     | 7. Juli 1887               |
| GEBURTSORT       | Port-Vendres, Frankreich   |
| STERBEDATUM      | 31. Januar 1952            |
| STERBEORT        | Paris                      |